# Leucoagaricus sublittoralis
Leucoagaricus sublittoralis är en svampart som först beskrevs av Kühner ex Hora, och fick sitt nu gällande namn av Rolf Singer 1969. Leucoagaricus sublittoralis ingår i släktet Leucoagaricus och familjen Agaricaceae.  Arten är reproducerande i Sverige. Inga underarter finns listade i Catalogue of Life.